# Чёртова дюжина (фильм, 1970)
«Чёртова дюжина» — советский художественный фильм 1970 года, снятый режиссёром Виктором Жилиным.

## Сюжет
Конец XVIII века. На городской площади Лемберга (ныне — Львов), находящегося под австрийским гнётом, идут торги живым товаром. Это вызывает недовольство прибывших в город казаков во главе со студентом Максимом Зарубой, за что бунтовщиков арестовывают. Как российскоподданных их передают российским имперским властям. Далее они попадают на каторгу в безлюдные места на берегу Каспийского моря. Разыграв якобы заболевание чумой, казаки перебираются на карантинный плот и на этом плоту пускаются в открытое море. Проплывая мимо пиратской Чёрной крепости, проявляя смекалку и находчивость, герои атакуют крепость, освобождают невольников, захватывают пиратский фрегат и уже на нём отправляются на Родину.

## В ролях
- Павел Загребельный — Балабан
- Владимир Ячминский — Кишкомот
- Лев Прыгунов — Максим Заруба
- Владимир Балон — барон фон Бюлов
- Владимир Лелётко — Ивась
- Гиви Тохадзе — Мансур
- Ярослав Геляс — Нилов, комендант
- Пётр Ластивка — Петька, сын коменданта
- Пётр Ластивка (старший) — Дмитро
- Вадим Голик — Нестеренко
- Зинаида Сорочинская — Анна
- Владимир Антонов — отец Серафим
- Пётр Любешкин — солдат
- Вячеслав Жариков — Митяй

## Съёмочная группа
- Автор сценария: Всеволод Воронин, Валерий Савченко
- Режиссёр-постановщик: Виктор Жилин
- Оператор-постановщик: Вадим Костроменко
- Композитор: Александр Билаш
- Художник: Юрий Богатыренко